# Sant'Antimo Cabernet Sauvignon
Il Sant'Antimo Cabernet Sauvignon è un vino DOC la cui produzione è consentita nella provincia di Siena.

## Caratteristiche organolettiche
- colore: rosso rubino intenso
- odore: profumo caratteristico ed intenso.
- sapore: pieni, vellutato, giustamente tannico

## Produzione
Provincia, stagione, volume in ettolitri
- nessun dato disponibile